# Administrador de infraestructuras ferroviarias

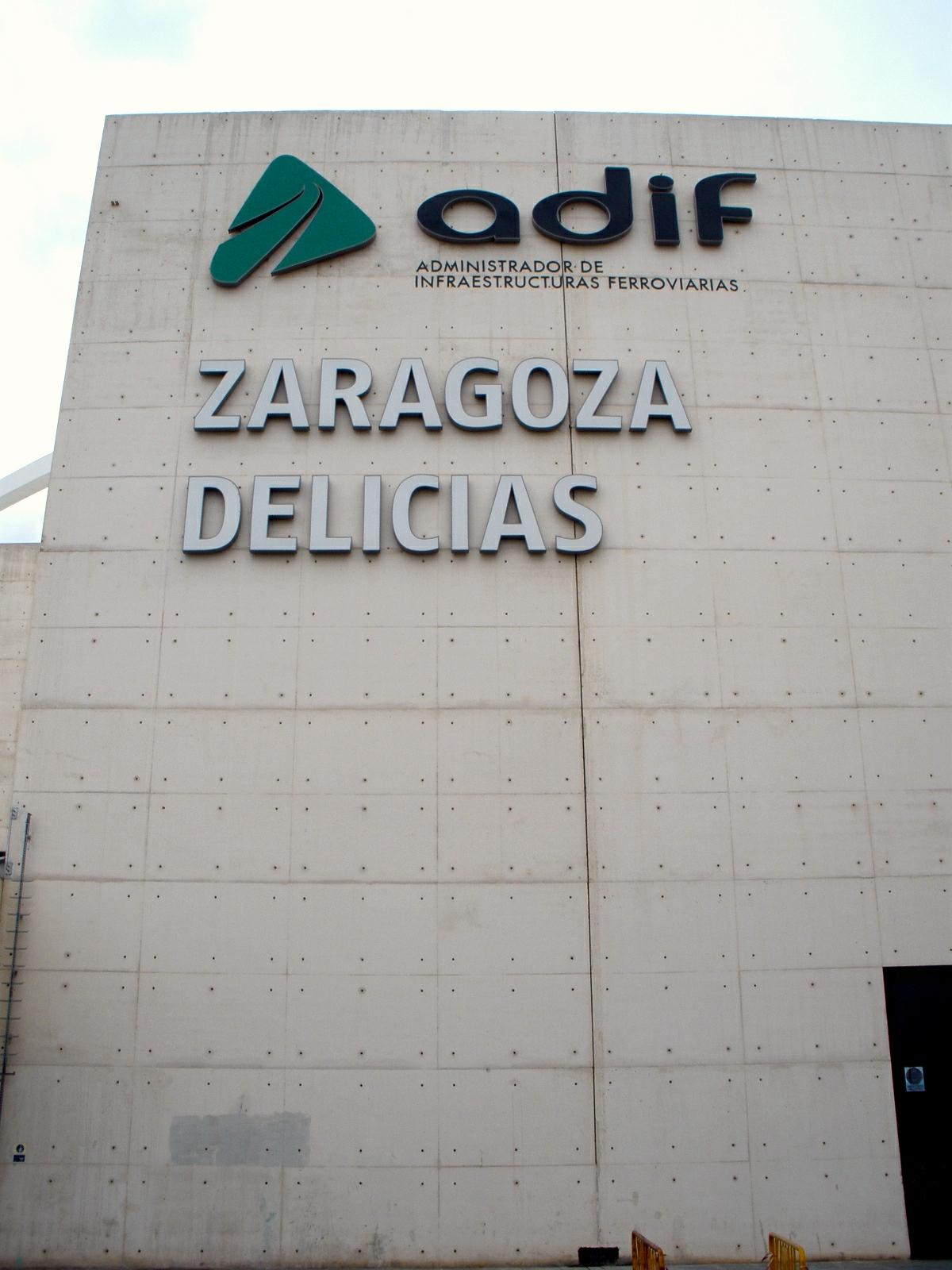
Logo d'Adif à la gare du quartier des délices de Saragosse.

L'Administrador de infraestructuras ferroviarias (ADIF) est un établissement public espagnol chargé de gérer le réseau ferroviaire national. 

## Historique
Cet organisme, créé le 1er janvier 2005 en application de la « loi sur le secteur ferroviaire », prend la suite de la Renfe pour ce qui concerne le réseau classique et du GIF (Gestor de infraestructuras ferroviarias) pour les lignes nouvelles qui relevaient de la compétence de celui-ci.

## Caractéristiques

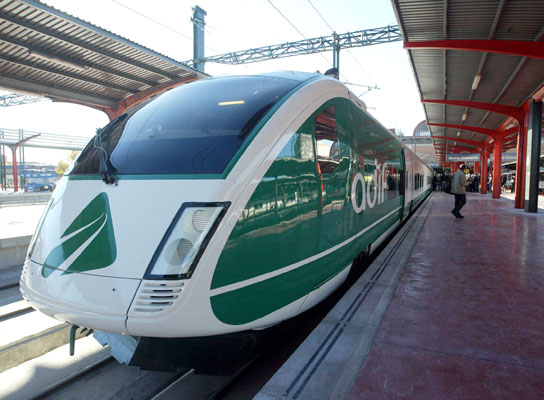
Train Talgo Virgen del Rocio d'Adif.

La mission de gestion confiée à l'Adif comprend :
- la maintenance du réseau ferroviaire existant,
- la réalisation de nouvelles infrastructures décidées par les pouvoirs publics,
- la gestion des circulations (aiguillage signalisation, postes de commandement...)
- l'allocation des capacités de circulation (les sillons),
- le recouvrement des péages dus par les exploitants ferroviaires, au premier desquels la Renfe.

L'effectif de l'entreprise est de 15 000 agents, en 2005.
Le réseau géré par l'Adif comprend 12 808 km, dont 11 759 km à voie large (ibérique, 1 668 mm), 1 010 km à écartement standard UIC (lignes nouvelles à grande vitesse), 21 km de lignes à voie mixte UIC/voie large et 18 km à voie métrique. Les lignes électrifiées représentent 7 500 km, principalement en courant continu 3 000 V (le réseau classique) et en courant alternatif 25 kV 50 Hz pour les lignes nouvelles.
Ce réseau ne comprend pas les lignes à voie étroite gérées par les entreprises publiques régionales telles que Euskotren.

### Grande vitesse
Isabel Pardo de Vera, présidente de l'ADIF, a signé 13 mai 2020 des accords cadres pour l'exploitation durant 10 ans, de trois lignes de grande vitesse avec les sociétés : Renfe Viajeros, Ilsa (Air Nostrum et Trenitalia) et Ouigo España (SNCF)